# لويس ك. ميلر
لويس ك. ميلر (بالإنجليزية: Lois K. Miller)‏ هي عالمة وراثة وعالمة حشرات أمريكية، ولدت في 8 أكتوبر 1945 في لبنان في الولايات المتحدة، وتوفيت في 9 نوفمبر 1999 في أثينا في الولايات المتحدة بسبب ورم ميلانيني.